# Bridgeville (Pennsylvania)
Bridgeville  è un comune (borough) degli Stati Uniti d'America, nella contea di Allegheny nello Stato della Pennsylvania. Secondo il censimento del 2010 la popolazione è di 5.148 abitanti. Si ritrova lungo Chartiers Creek, a sud-ovest da Pittsburgh. Venne riconosciuta il 27 luglio 1901.

## Società

### Evoluzione demografica
La composizione vede una prevalenza dell'etnia caucasica (94,05%) seguita da quella afroamericana (4,42%).
| borough di Bridgeville Popolazione |       |
| 2000                               | 5.341 |
| 2010                               | 5.148 |